# John V. Johnston
Pour les articles homonymes, voir Johnston.
 (octobre 2021).
Si vous disposez d'ouvrages ou d'articles de référence ou si vous connaissez des sites web de qualité traitant du thème abordé ici, merci de compléter l'article en donnant les références utiles à sa vérifiabilité et en les liant à la section « Notes et références ».
John Vincent Johnston de Cincinnati (Ohio) a intégré la marine américaine durant la Guerre de Sécession en septembre 1861. Il a servi comme Premier Maître sur le destroyer St. Louis. Il a participé aux attaques de canonnières de l'Union qui ont capturé le fort Henry sur la rivière Tennessee le 6 février 1862. Dans la nuit du 1er au 2 avril 1862, il était le commandant d'une expédition de bateaux combinée armée-marine qui a débarqué et détruit les canons de l'Upper Batterie (batterie no 1) à Madrid Bend (rivage du Tennessee) de l'autre côté de la rivière depuis le bastion confédéré, île no 10. Il a été promu lieutenant pour sa bravoure dans cette expédition. Après avoir participé aux bombardements de Vicksburg, il a pris le commandement de l'USS Forest Rose pour patrouiller le fleuve Mississippi et ses affluents. Le 15 février 1864, sa canonnière repoussa l'attaque des confédérés, les empêchant de sauver la ville de Waterproof, et d'y sécuriser la garnison fédérale. Le lieutenant Johnston a quitté le service naval le 23 juin 1864 et est décédé le 23 avril 1912 à St. Louis.

## Honneurs
Le destroyer américain USS Johnston (DD-557) a été nommé en son honneur.